# Kenyatta universitet
Kenyatta universitet (engelska: Kenyatta University, KU) är med drygt 20 000 studenter Kenyas näst största universitet efter Nairobi universitet. Dess huvudcampus ligger ett par mil norr om Nairobi, längs vägen mot Thika.
Universitetet grundades först 1965 i en tidigare brittisk militärförläggning under namnet Kenyatta College, då främst en lärarhögskola. 1970 blev skolan en del av Nairobi universitet under namnet Kenyatta University College, och den 23 augusti 1985 ett eget universitet under sitt nuvarande namn.